# Nicolas Hodges
Pour les articles homonymes, voir Hodges.
Nicolas Hodges, né en 1970 à Londres (Angleterre), est un pianiste anglais.

## Biographie
Nicolas Hodges est né dans une famille de musiciens. Sa mère a chanté avec les BBC Singers, et son père était un musicien amateur passionné. Il a fait ses études à la Christ Church Cathedral School d'Oxford, au Winchester College et aux universités de Cambridge et de Bristol.
Hodges a étudié le piano avec Robert Bottone à Winchester, puis avec Susan Bradshaw et Sulamita Aronovsky. Il a également étudié la composition avec Michael Finnissy et a suivi des master classes à Dartington par Morton Feldman.
Le pianiste est surtout connu comme interprète de musique contemporaine. De nombreux compositeurs ont écrit des œuvres pour lui, notamment Elliott Carter, Salvatore Sciarrino (Pietro Misuraca a décrit Hodges comme "actuellement le pianiste préféré [de Sciarrino]"), Michael Finnissy, Pascal Dusapin, et Harrison Birtwistle (dans son discours lors de l'acceptation d'un British Composer Award, Birtwistle a déclaré à propos du pianiste: "[Il] devient comme mon Peter Pears.")
Nicolas Hodges est membre du Trio Accanto depuis 2013; il se produit en duo avec le violoncelliste finlandais Anssi Karttunen, et avec le pianiste allemand Michael Wendeberg avec qui il a enregistré les deux livres de Structures de Boulez.
Depuis avril 2005, Hodges est professeur de piano à la Musikhochschule de Stuttgart.